# Ousman Jallow
Ousman Jallow (Banjul, 21 ottobre 1988) è un ex calciatore gambiano, di ruolo attaccante.

## Carriera

### Club
Ha giocato nella prima divisione gambiana, in quella emiratina, in quella danese, in quella finlandese, in quella kazaka ed in quella bengalese, oltre che nella seconda divisione turca. Nel corso degli anni ha inoltre giocato 2 partite in Europa League, 4 partite nei turni preliminari di Champions League e 16 partite nei turni preliminari di Europa League.

### Nazionale
Ha partecipato ai Mondiali Under-20 del 2007. Tra il 2008 ed il 2012 ha segnato 4 reti in 12 presenze con la nazionale gambiana.

## Palmarès

### Club

#### Competizioni nazionali
- Campionato finlandese: 1

HJK: 2017
- Suomen Cup: 1

HJK: 2016-2017
- Liigacup: 1

HJK: 2015
- Coppa del Presidente: 1

Al-Ain: 2005-2006
- UAE Federation Cup: 1

Al-Ain: 2005-2006
- UAE Vicepresident Cup: 1

Al-Ain: 2005-2006